# Осмо средно училище „Арсени Костенцев“
8 средно училище „Арсени Костенцев“ в Благоевград, България е сред най-големите училища в града.
Обучават се ученици от 1 до 7 клас.

## Адрес
- Благоевград, 2700
- ж.к. Еленово
- електронна поща: osmo@abv.bg

## История
- 1981 г. – откриване като основно училище. Разполага се в сградата на Строителния техникум.
- 1990 г. – училището се премества в собствена сграда.
- 1994 г. – преобразуване от основно в средно училище.
- 2000 г. – започва профилирано обучение на ученици. Открива се паралелка с природоматематически профил след завършен осми клас.
- 2002 г. – открива се паралелка с природоматематически профил след завършен седми клас.